# Mount Ngerchelchuus
Mount Ngerchelchuus (též Mount Makelulu, 242 m n. m.) je kopec na ostrově Babeldaob v souostroví Karolíny v západním Pacifiku. Leží na hranicích spolkových států Ngardmau a Ngaremlengui na území Palau. Jedná se o nejvyšší bod ostrova i státu.